# Anunnaki
Die Anunnaki, akkadisch, selten auch Anunaki, Anunaku, sumerisch Anunna (seit Adad-nīrārī III. dGÍŠ.U) verkörpern im mesopotamischen Schöpfungsmythos die Götter des oberen Süßwasser-Himmels, die denen im unteren Teil dieses kosmischen Ur-Ozeans, den Igigu, gegenübergestellt sind. In einer aus Babylon bekannten Version des sumerischen Schöpfungsberichts, dem Mythos Enūma eliš, müssen die Igigu für die Anunnaki arbeiten, bis sie dagegen rebellieren.
Das Athrahasis-Epos führt aus, wie diese Götterparteien in auf verschiedene Gebiete spezialisierter Kooperation die mesopotamische Steppe Eden urbar machen, um sodann zu versuchen, ihren darüber ausgebrochenen Konflikt mittels der Herstellung eines ersten Paares von Menschen, ihren sich künftig übermäßig vermehrenden Arbeitssklaven, zu befrieden. Das von Enlil in Gang gesetzte Vorhaben eines diese Massen wieder auslöschenen Genozids – als Sintflut-Erzählung von der Bibel ebenso übernommen wie die Erschaffung des ersten Menschenpaares Adam und Eva – scheitert infolge des weiter andauernden Konflikts.

## Historische Einordnung
Sowohl die Igigu als auch die Anunnaki sind durch die Schicksalstafeln gebunden, über welche Enlil als einziger verfügt. In den ältesten sumerischen Mythen sind sie ihm von der Erdmuttergöttin Ninḫursanga verliehen (vgl. Anzu-Mythos). Sie geben ihm Macht über die Götter im ober- und unterhalb der Erde befindlichen kosmischen Ozean, aber auch die Fähigkeit, gegenwärtige Sachverhalte in ihren Urzustand zurückzuverwandeln und dadurch den Verlauf des Schicksals neu zu bestimmen. Diese Tafeln sind mit einem Siegel versehen, ein mittels spezieller Technik mechanisch angebrachtes Zeichen, das im alten Mesopotamien als herrschaftliches Vertragssymbol galt und im Zusammenhang abzuliefernder Tributsleistungen – oft Nahrungsmittel, allgemein aber Arbeit wie im Mythos das Anlegen mächtiger Bewässerungskanäle – Verwendung fand.
Der Autor des Epos Athrahasis, der babylonische Schreiber Nur-Ajja zur Zeit des Königs Ammi-Saduqua, lässt seinen Bericht mit den Worten beginnen: Als die Götter wie Menschen arbeiten mussten, gab es Streit zwischen den oberen Anunnaki und den Igigu, den niederen Göttern.
Die sumerischen Vorstellungen von den Anunna entsprechen allerdings nicht den Anunnaki in der akkadischen Überlieferung, haben sie doch nicht den Rang von Unterweltsgöttern, den die Anunnaki in der späteren akkadischer Zeit teilweise einnahmen.
In populärwissenschaftlichen Schriften werden die Anunnaki oft mit den Anunna gleichgesetzt, wahrscheinlich fälschlicherweise, da die Mythen mit letzteren eher den Ältestenrat dieser gesonderten Gruppierung unter allen sumerischen Göttern bezeichnen. Der sumerische Schöpfungsbericht lässt zumindest drei männliche Götter-Gruppen zunächst friedlich an der Umgestaltung Edens zu einer fruchtbaren Gartenlandschaft  kooperieren, vertreten von ihren jeweiligen Anführern:
- Enlil, der eigentliche Schöpfer des Kosmos;
- Anu, dessen Partei den oberhalb der darin schwebenden Erde sichtbaren Bereich des kosmischen Süßwasser-Ozeans bewohnte;
- und schließlich Enki, dessen Partei das unterhalb der Erde befindliche Himmelsgebiet zugewiesen worden war.

Soweit die männlichen Göttergruppen betreffend, kam die gesonderte Aufgabe der Reproduktion den sieben göttlichen Mutterleibern zu, den Schassuratu unter Vorsitz Ninḫursangas, der mythischen Urmutter Erde.

## Pseudowissenschaft
In der Gegenwart kreisen zahlreiche Spekulationen um die wahre Natur der Anunnaki, die den Boden des auf Erden Feststellbaren weit verlassen. Der Prä-Astronautiker Zecharia Sitchin (1920–2010) deutete die Anunnaki pseudowissenschaftlich als humanoide Außerirdische vom angeblichen Planeten Nibiru, welche die Menschen einst als Arbeitssklaven erschaffen hätten. Letzteres lehnt sich eng an die entsprechende Sequenz u. a. des Epos Athrahasis, ersteres setzt sich in Widerspruch zu der mythischen Aussage, der zufolge die Götter einst Menschen gewesen seien, bzw. ebenso wie später ausschließlich diese gearbeitet hätten. Nach dem Verschwörungstheoretiker David Icke (* 1952) handelt es sich bei den Anunnaki wiederum um vampirische Formwandler von ursprünglich reptiloider Gestalt aus dem Sternbild des Drachen, die unerkannt noch immer auf der Erde leben und eine totalitäre „Neue Weltordnung“ errichten wollen.